# Cestistica San Severo
O Cestistica San Severo s.s.d.a r.l., conhecido também como Allianz Pazienza Cestistica San Severo por motivos de patrocinadores, é um clube de basquetebol baseado em San Severo, Apúlia, Itália que atualmente disputa a Série B, relativa à terceira divisão italiana. Manda seus jogos no Palasport Falcone e Borsellino com capacidade de 2.500 espectadores. 

## Histórico de Temporadas
| Temporada | Nível | Liga     | Pos.                                     | J                                        | PL                                       | Resultado                                |
| --------- | ----- | -------- | ---------------------------------------- | ---------------------------------------- | ---------------------------------------- | ---------------------------------------- |
| 2010-11   | 2     | Legadue  | 16                                       | 6-24                                     |                                          | Rebaixado                                |
| 2011-12   | 3     | DN A     | 4º                                       | 14-20                                    | 2-1                                      | Salvo nos playouts                       |
| 2012-13   | 3     | DN A     | 17º                                      | 11-23                                    | 1-3                                      | Rebaixado Playouts                       |
| 2013-14   | 4     | DN B     |                                          |                                          |                                          | Abandonou                                |
| 2014-15   | 4     | Serie C  | 1º                                       | 22-6                                     |                                          | Promovido                                |
| 2015-16   | 3     | Serie B  | 1º                                       | 25-5                                     | 3-3                                      | Semifinais Gr.D                          |
| 2016-17   | 3     | Serie B  | 4º                                       | 21-9                                     | 1-2                                      | Quartas de finais                        |
| 2017-18   | 3     | Serie B  | 1º                                       | 26-4                                     | 8-4                                      | Disputou Final Four                      |
| 2018-19   | 3     | Serie B  | 1º                                       | 28-1                                     | 8-4                                      | Disputou Final Four                      |
| 2019-20   | 2     | Serie A2 | Cancelado por causa da Pandemia COVID 19 | Cancelado por causa da Pandemia COVID 19 | Cancelado por causa da Pandemia COVID 19 | Cancelado por causa da Pandemia COVID 19 |
| 2020-21   | 2     | Serie A2 | 5º                                       | 5-19                                     | 3-5                                      |                                          |
| 2021-22   | 2     | Serie A2 | 8º                                       | 13-13                                    | 1-3                                      | Oitavas de finais                        |
| 2022-23   | 2     | Serie A2 | 11º                                      | 8-16                                     |                                          | Rebaixado                                |
| 2023-24   | 3     | Serie B  | 9º                                       | 17-17                                    |                                          |                                          |
| 2024-25   | 3     | Serie B  | 14º                                      | 14-22                                    |                                          |                                          |

fonte:eurobasket.com